# Sarah Walmsley
Sarah Walmsley (†8 de enero de 1794) fue una modista, actriz y cantante británica.

## Biografía
Trabajó como modista en la ciudad inglesa de Bath, donde en 1768 conoció al actor John Edwin. Si bien nunca se casaron, ella adoptó su apellido y tuvieron varios hijos, entre ellos el también actor John Edwin. Tras realizar algunos papeles en Bath, debutó en los escenarios londinenses con The Baron Kinkvervankotsdorsprakengatchdern, una farsa de Miles Peter Andrews estrenada el 9 de julio de 1981 en el Teatro Haymarket y en la que interpretó a Grootrump. 
Si bien su número de actuaciones por año era mínimo, el aumento de estas comenzó a aumentar en la segunda mitad de los años 1780 y provocó la aparición de diversos problemas entre ella y Edwin debido al cuidado de sus hijos, hasta tal punto que en 1789 él inició una relación con otra mujer y forzó a Sarah a abandonar el domicilio familiar. Sus riñas en la prensa finalizaron con el fallecimiento de Edwin en 1790.
Desde entonces desempeñó algunos papeles en el Teatro Drury Lane y en el Haymarket, y trabajó como cantante soprano en el coro. En septiembre de 1793 murió su hija Sarah y el 19 de noviembre realizó su última aparición en el teatro, realizando una pieza vocal en el Haymarket. Poco después, el 8 de enero de 1794, falleció; European Magazine reportó que su muerte se debió a la pérdida de su hija. 